# Documento Personal de Identificación
En Guatemala, el Documento Personal de Identificación o DPI es el documento legal y oficial de identificación de cada ciudadano para todos los actos civiles, administrativos, legales y en general, para todos los actos en que, por ley, la persona deba identificarse. Es extendido desde agosto del 2010, por el Registro Nacional de las Personas (RENAP).

## De la cédula de vecindad al DPI
La Cédula de Vecindad fue el documento legal con el cual se identificaban las personas mayores de edad en Guatemala, documento que perdió completamente vigencia el 24 de agosto de 2013, luego de que la Corte de Constitucionalidad resolviera negativamente dos amparos interpuestos por diputados guatemaltecos que pretendían que se extendiera más aún el plazo para que los guatemaltecos pudieran hacer el cambio.
La Cédula de Vecindad fue creada mediante el decreto 1735 del Congreso de la República de Guatemala, para identificar a todos los Guatemaltecos de 18 a 60 años, tal como lo establece el artículo 1 del mencionado decreto, el cual a su vez establece en el artículo 2 que en cada municipio se llevará un libro denominado Registro de Vecindad, que tendrá los mismos requisitos que los libros del Registro Civil.
Es importante mencionar que hasta la creación del Registro Nacional de las Personas, las inscripciones relativas al estado civil e identificación de las personas se realizaba en los registros civiles de las municipalidades, de acuerdo al municipio en el que nacía la persona se realizaba la asignación de la sede registral. Los registros municipales utilizaban papel y máquinas de escribir mecánicas para documentar todo lo relativo a estos temas, lo cual traía muchísimos problemas al Estado derivado de que estas sedes eran robadas o sufrían destrucción de libros físicos por incendios o inundaciones.

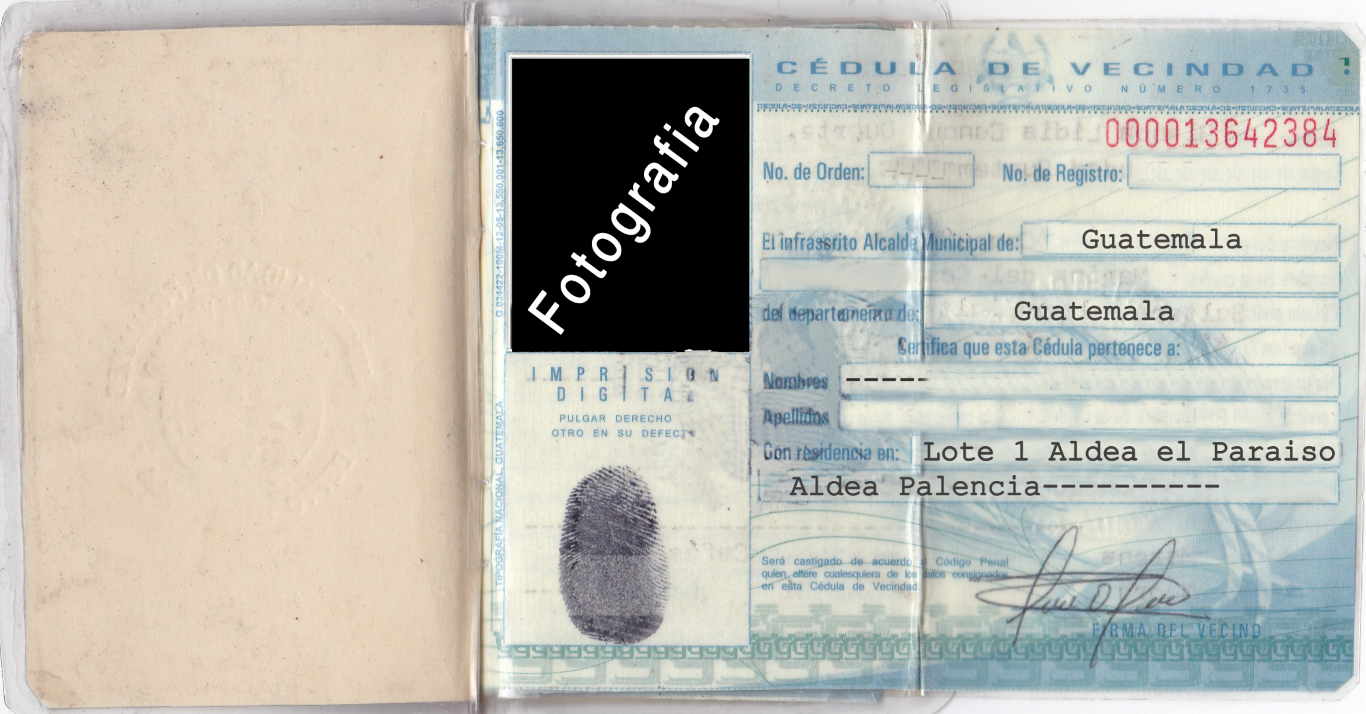
Imagen real de una Cédula de Vecindad

La Cédula de Vecindad era un documento impreso en papel y cartón, el cual tenía formularios pre-impresos en donde se anotaban los datos de identificación del ciudadano que alcanzaba la mayoría de edad, en la cual se pegaba con resistol una fotografía de tamaño 4x3 centímetros, en blanco y negro.  
Debido al material con el cual estaba hecha, era fácilmente falsificada y se deterioraba con facilidad, lo cual acarreo problemas electorales debido a señalamientos de que en los procesos electorales se utilizaban cédulas falsas o duplicadas para incrementar los votos.

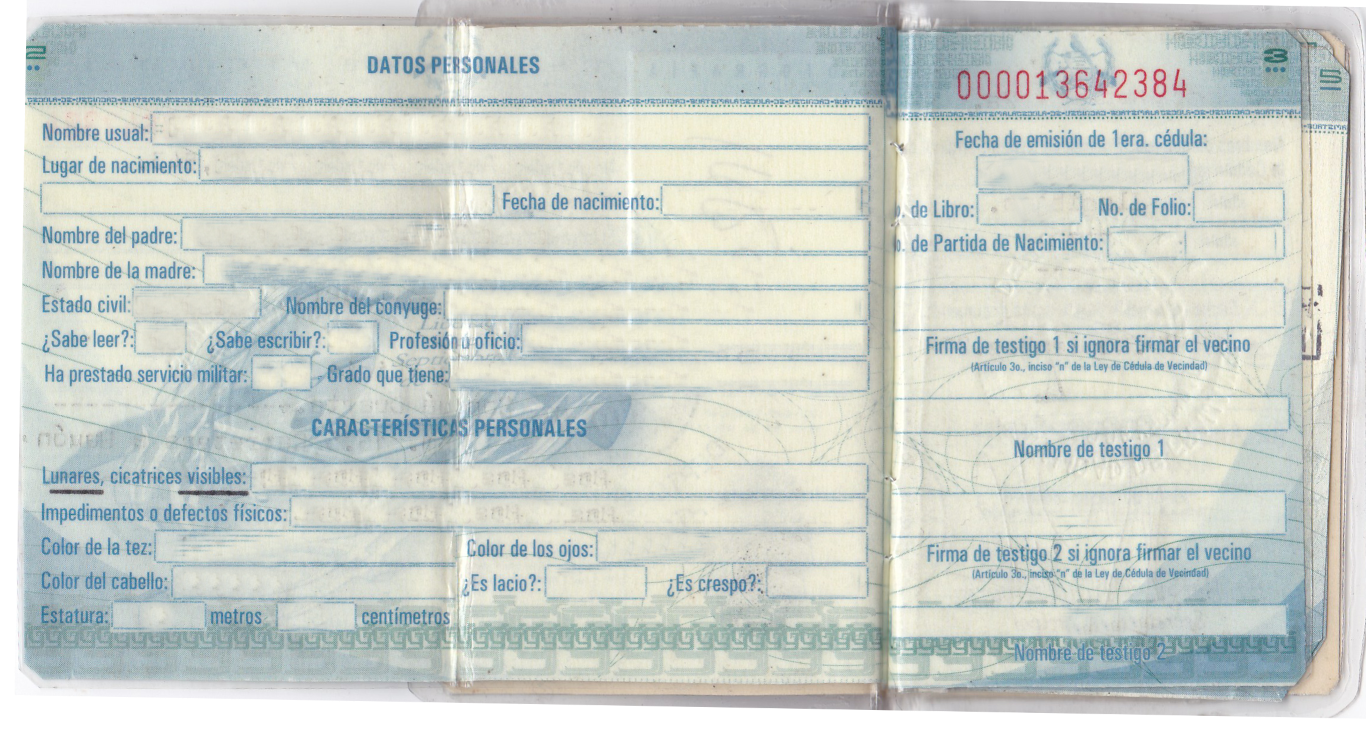
Los espacios se llenaban a máquina o a mano.

Es por ello que tomando ventaja de los avances tecnológicos, el DPI sustituyó a la tradicional Cédula de Vecindad, ya que ésta poseía características que la hacían obsoleta en materia de seguridad y confiabilidad como documento de identidad personal. el segundo Considerando de la Ley del Registro Nacional de las Personas, establece: "Que la Cédula de Vecindad además de ser un documento perecedero y carente de confianza, en virtud de que data desde 1931, al haberse creado a través del Decreto Número 1735 de la Asamblea Legislativa, es administrada por los Registros de Vecindad que no efectúan controles sobre su expedición, lo que facilita su falsificación, además de constituir aquella cartilla un documento elaborado en un material carente de medidas de seguridad y de fácil deterioro." 

## Características del documento personal de identificación

### Medidas de seguridad
Tal como lo establece el artículo 53 del decreto 90-2005 del Congreso de la República de Guatemala, será impreso y procesado con materiales y técnicas que le otorgue condiciones inalterabilidad e intransferible de sus datos; su tamaño y demás características físicas deberán ser conforme a los estándares internacionales tales como ANSI/NIST, ANSI/INCITS, ISO y normas aplicables de ICAO a este tipo de documentos. 

### Uso del documento
De acuerdo con el artículo 50 del decreto 90-2005 del Congreso de la República de Guatemala, todos los guatemaltecos y los extranjeros domiciliados mayores de 18 años, tienen el derecho y la obligación de obtener el mencionado documento. a su vez establece que el único documento personal de identificación para todos los actos civiles, administrativos y legales, y en general para todos los casos en que por ley se requiera identificarse. Es también el documento que permite al ciudadano identificarse para ejercer el derecho de sufragio. 
El artículo 52 de la misma ley establece que la portación del documento es obligatoria. y el 54 establece que para efectos de identificación oficial de las personas naturales, ningún particular, autoridad o funcionario podrá exigir la presentación de documento distinto al DPI, el cual tampoco podrá requisarse ni retenerse.   

### Vigencia
Según el artículo 63 del decreto 90-2005, el documento personal de identificación tendrá una vigencia de diez años, toda vez que su titular no produzca modificaciones en su estado civil, capacidad civil, cambio de nombre o altere sustancialmente su apariencia física por accidente y otros causas. En esos casos el Renap emitirá un nuevo documento. y establece también que transcurrido el plazo de diez años, el DPI se considera vencido y caduca para todo efecto legal. Por lo cual los ciudadanos deberán acudir al Registro Nacional de las personas a renovar el documento.  
Establece también el artículo 64 del mismo decreto que el documento personal de identificación para las personas mayores de 70 años tendrá una vigencia indefinida y no será necesario su renovación. 

### Fundamento Legal
El decreto 90-2005 del Congreso de la República de Guatemala, Ley del Registro Nacional de las Personas, en los artículos del 50 al 66, contiene toda la regulación vigente relativa al DPI.

## Tipos de Documento Personal de Identificación
De acuerdo a lo establecido en el capítulo segundo, artículo 8 del reglamento para la emisión del documento personal de identificación, acuerdo del directorio del Renap número 303-2008, existen los siguientes tipos de documentos de identificación personal: 

### Documento personal de identificación para guatemaltecos mayores de edad
De conformidad con la legislación guatemalteca, específicamente el código civil, decreto ley 106. un guatemalteco se considera mayor de edad a los 18 años. momento en el cual adquiera plena capacidad civil para ejercer derechos y contraer obligaciones por sí mismo. por lo cual y conforme lo establece la ley y específicamente el reglamento de emisión del DPI, cuando se alcanza la mayoría de edad por obligación y derecho deberá obtenerse el documento de identificación. 
Para el caso de los guatemaltecos que residen en otros países, estos pueden obtener su documento personal de identificación, en las oficinas consulares que cuenten con sedes del Registro Nacional de las personas.

### Documento personal de identificación para Extranjeros domiciliados
Según lo que establece el artículo 10 del Reglamento para la emisión del documento personal de identificación, acuerdo del directorio del Renap número 303-2008, a los extranjeros domiciliados inscritos en el Registro Civil de las Personas, se les emitirá el documento personal de identificación en color distinto al de los ciudadanos guatemaltecos, una vez que se las otorgue por parte del Instituto Guatemalteco de Migración, la residencia permanente. Dicho documento tendrá el mismo contenido que para los guatemaltecos. debiendo emitirse con la denominación Documento Personal de Identificación para Extranjero Domiciliado. 

### Documento personal de identificación para guatemaltecos menores de edad
Según lo que establece el artículo 15 del Reglamento para la emisión del documento personal de identificación, antes mencionado, el documento de identificación para los menores de edad (de 0 a 17 años), es un documento público, personal e intransferible, que será solicitado al Renap por los padres o por quienes ejerzan la patria potestad. El uso de este documento sería optativo. 
Este documento dejó de emitirse en 2014 debido a la falta de recursos del Estado para su emisión, poco interés de la población y falta de organización de la entidad, la emisión comenzó escasamente en el año 2013 pero tuvo que ser suspendida. En la actualidad no se está emitiendo de ninguna forma y los menores de edad se identifican únicamente con su certificación de su partida de nacimiento.

## Características
El DPI está fabricado en policarbonato y posee las mismas dimensiones que las de una tarjeta de crédito.

### Al Frente[12]
- Código único de identificación (CUI)
- Nombres y apellidos completos
- Sexo
- Nacionalidad
- Fecha de Nacimiento
- Fecha de emisión del documento
- Cantidad de reposiciones
- Foto
- Firma

### Al Reverso
- Lugar de nacimiento
- Libro, Folio y Partida para los registrados en la municipalidad
- Departamento y municipio de vecindad
- Grupo étnico de la persona
- Comunidad lingüística de la persona (idioma materno)
- Nombre usual
- Estado civil de la persona
- Fecha de vencimiento del documento
- Número de serie del documento

### Medidas de Seguridad
- Chip para el registro de todos los datos personales, incluyendo huellas dactilares, rasgos del rostro y firma de la persona
- Microlínea
- Fondo numismático
- Emblema del escudo de Guatemala en color
- Zona de la foto con microtexto ondulado
- La fotografía del portador se repetirá como un sello de agua
- Tinta metálica con efecto de cambio de color
- Imagen láser con datos
- Isologotipo en color de RENAP